# Aart Koopmans Memorial 2024
De Marathonschaatsen 2023/2024 Grand Prix 1; Aart Koopmans Memorial 2024 was de zeventiende wedstrijd van het Marathonseizoen  en de eerste wedstrijd van de Grand Prix die op donderdag 23 januari plaatsvond op de Weissensee in Oostenrijk. De Aart Koopmans Memorial (AKM) is de eerste Grand Prix wedstrijd in de reeks van zes wedstrijden en vindt plaats op de Weissensee. De vrouwen rijden 60 kilometer en de mannen 80 kilometer. 
De natuurijs 'Grand Prix' bestaat uit een reeks van zes wedstrijden waarbij buitenlands natuurijs centraal staat. De eerste drie wedstrijden worden gereden op de Weissensee (Oostenrijk). De laatste drie wedstrijden worden gereden op de Botnische Golf bij Luleå (Zweden). De afstanden variëren tussen de 30 en 200 kilometer. Zowel de mannen als vrouwen rijden de Grand Prix wedstrijden en na zes wedstrijden wordt een eindklassement opgemaakt.
In zware dooiomstandigheden had Jeroen Janissen de eerste etappe in de Grand Prix Natuurijs gewonnen. Een zeer selecte kopgroep bleef over op natuurijs van de Weissensee dat uiteindelijk meer op schaafijs leek en waarop velen haast niet meer vooruit kwamen. Daarin toonde Janissen zich de beste met vier seconde voorsprong op Daan Gelling en Remco Stam die twee en drie werden. Timo Verkaaik greep net naast het podium op plaats vier. Beau Wagemaker won bij de vrouwen. De fotofinish moest er aan te pas te komen om na de massasprint het verschil tussen Wagemaker en nummer twee Elsemieke van Maaren te bepalen. De na dit seizoen afscheidnemende Merel Bosma snelde naar de derde plaats. Voor Wagemakeris het pas haar tweede zege op het hoogste niveau in het marathonschaatsen na eerder de winst op het natuurijs van Noordlaren.

## Tijdschema
| Datum                     | Tijd (CET) | Onderdeel |
| ------------------------- | ---------- | --------- |
| Donderdag 25 januari 2024 | 08:00      | Vrouwen   |
| Donderdag 25 januari 2024 | 10:00      | Mannen    |

## Podia
| Klasse              | Eerste          | Tweede               | Derde       |
| ------------------- | --------------- | -------------------- | ----------- |
| Top-divisie mannen  | Jeroen Janissen | Daan Gelling         | Remco Stam  |
| Top-divisie vrouwen | Beau Wagemaker  | Elsemieke van Maaren | Merel Bosma |

## Uitslag Top-divisie mannen[2]
| #      | Rijder               | Nationaliteit | Ploeg                           | Punten |
| ------ | -------------------- | ------------- | ------------------------------- | ------ |
| Goud   | Jeroen Janissen      | Nederland     | OKAY/Interfarms                 | 35,1   |
| Zilver | Daan Gelling         | Nederland     | Royal A-ware                    | 29     |
| Brons  | Remco Stam           | Nederland     | Jumbo-Visma                     | 24     |
| 4      | Timo Verkaaik        | Nederland     | Sportchaletviehhofen.at         | 20     |
| 5      | Homme Jan de Groot   | Nederland     | Bouwselect / De Haan Westerhoff | 17     |
| 6      | Klaas Poortinga      | Nederland     | Sprog                           | 15     |
| 7      | Ronald Haasjes       | Nederland     | Team Reggeborgh                 | 14     |
| 8      | Casper de Gier       | Nederland     | Team Reggeborgh                 | 13     |
| 9      | Stefan Wolffenbuttel | Nederland     | OKAY/Interfarms                 | 12     |
| 10     | Chiel Smit           | Nederland     | Sprog                           | 11     |
| 11     | Maikel Stam          | Nederland     | VGR Sport / Mechan Groep        | 10     |
| 12     | Marco van der Tuin   | Nederland     | A6.nl / KMC                     | 9      |
| 13     | Ronald Kruijer       | Nederland     | Bouwselect / De Haan Westerhoff | 8      |
| 14     | Christoffel Hendriks | Nederland     | Port of Amsterdam / SKITS       | 7      |
| 15     | Lars Woelders        | Nederland     | OKAY/Interfarms                 | 6      |
| 16     | Crispijn Ariëns      | Nederland     | Team Reggeborgh                 | 5      |
| 17     | Harm Visser          | Nederland     | Jumbo-Visma                     | 4      |
| 18     | Niels Immerzeel      | Nederland     | VGR Sport / Mechan Groep        | 3      |
| 19     | Jordy Harink         | Nederland     | Royal A-ware                    | 2      |
| 20     | Luc ter Haar         | Nederland     | Bouwselect / De Haan Westerhoff | 1      |

80 kilometer
2:20:10uur (gem. 525,6sec) 34,2km/h

## Uitslag Top-divisie vrouwen[3]
| #      | Rijder                 | Nationaliteit | Ploeg                                        | Punten |
| ------ | ---------------------- | ------------- | -------------------------------------------- | ------ |
| Goud   | Beau Wagemaker         | Nederland     | PGM Bakker                                   | 35,1   |
| Zilver | Elsemieke van Maaren   | Nederland     | BDM-BTZ                                      | 29     |
| Brons  | Merel Bosma            | Nederland     | BDM-BTZ                                      | 24     |
| 4      | Ineke Dedden           | Nederland     | BDM-BTZ                                      | 20     |
| 5      | Eline van Voorden      | Nederland     | PGM Bakker                                   | 17     |
| 6      | Olin Verhoog           | Nederland     | Haak powered by OCRE                         | 15     |
| 7      | Brit Qualm             | Nederland     | VGR Sport / Vreugdenhil Dairy Foods          | 14     |
| 8      | Maaike Verweij         | Nederland     | Team Albert Heijn Zaanlander                 | 13     |
| 9      | Loesanne van der Geest | Nederland     | PGM Bakker                                   | 12     |
| 10     | Janne Berkhout         | Nederland     | Van Ramshorst Renault                        | 11     |
| 11     | Yvonne Nauta           | Nederland     | A6.nl / KMC                                  | 10     |
| 12     | Anne Leltz             | Nederland     | Wokke Vastgoed                               | 9      |
| 13     | Arianna Pruisscher     | Nederland     | Team Albert Heijn Zaanlander                 | 8      |
| 14     | Tara Donoghue          | Ierland       | Leontienhuis                                 | 7      |
| 15     | Sanne van Heel         | Nederland     | Skadi / P&G Safety / Mark Bouman Grondwerken | 6      |
| 16     | Claudia Oranje         | Nederland     | Vangnet                                      | 5      |
| 17     | Pien van den Bos       | Nederland     | Wokke Vastgoed                               | 4      |
| 18     | Dieuwertje van Kalken  | Nederland     | Turner                                       | 3      |
| 19     | Judith Krabbenborg     | Nederland     | Haak powered by OCRE                         | 2      |
| 20     | Manon Gremmen          | Nederland     | Husqvarna / Praktijk Centrum Bomen           | 1      |

60 kilometer
1:41:17uur (gem. 506,4sec) 35,5km/h

Eendaagse wedstrijden:
NK kunstijs · 
Amsterdam · 
Open NK natuurijs · 
Winterswijk · 
Noordlaren ·
 Open VK natuurijs

Marathon Cup:
1. Groningen · 
2. Utrecht · 
3. Heerenveen ·
4. Den Haag · 
5. Haarlem · 
6. Hoorn · 
7. Deventer · 
8. Breda · 
9. Groningen · 
10. Tilburg · 
11. Heerenveen · 
12. Eindhoven · 
13. Alkmaar ·
14. Amsterdam · 
15. Finale Leeuwarden

Grand Prix:
 Weissensee:
Aart Koopmans Memorial · 
Sprint · 
Alternatieve Elfstedentocht ·
 Luleå:
Marathon · 
Sprint · 
Sea Ice Classic

Klassementen: KNSB Cup ·
Jongeren · 
Ploegen ·
Grand Prix ·
Brabantcup ·
Natuurijs vierdaagse
Lijst van schaatsmarathonrijders 2023/2024